# Phyllocnistis signata
Phyllocnistis signata är en fjärilsart som beskrevs av Edward Meyrick 1915. Phyllocnistis signata ingår i släktet Phyllocnistis, och familjen styltmalar. Inga underarter finns listade.